# Пантен (Німеччина)
Пантен (нім. Panten) — громада в Німеччині, розташована в землі Шлезвіг-Гольштейн. Входить до складу району Герцогство Лауенбург. Складова частина об'єднання громад Зандеснебен-Нуссе.
Площа — 13,83 км2. Населення становить 655 ос. (станом на 31 грудня 2020).